# Julian Schwinger
Julian Seymour Schwinger (1918-1994) là nhà vật lý người Mỹ. Ông cùng Tomonaga Shinichirō và Richard Feynman giành Giải Nobel Vật lý năm 1965 nhờ các nghiên cứu cơ bản về điện động học lượng tử và vật lý hạt cơ bản. Ba ông cùng với Freeman Dyson đã phát triển thuyết điện động lực học phân tử vào thập niên 1940, đưa cơ học lượng tử lên đến đỉnh cao. Dựa vào những bài báo của họ, các nhà vật lý cuối cùng cũng tìm ra những công thức hiệp biến cho giá trị hữu hạn tại bậc xấp xỉ bất kỳ trong chuỗi số miêu tả bằng lý thuyết nhiễu loạn của điện động lực học lượng tử.